# Sorbus aucuparia
Sorbier des oiseaux
Cet article porte sur l’arbre ; pour le recueil de poésie Le Sorbier des oiseaux, voir Pierre Gamarra
Espèce
Classification APG III (2009)
Répartition géographique
Le Sorbier des oiseleurs  ou Sorbier des oiseaux (Sorbus aucuparia L.) est une espèce de plantes à fleurs de la famille des Rosaceae. C'est un petit arbre qui peut atteindre les 15 mètres de haut. Il vit principalement en lisière de forêts d'épicéas. Le sorbier est cousin avec le cormier. Ses feuilles sont composées de 17 ou 15 folioles lancéolées doublement dentées reliées au pétiole.

## Description

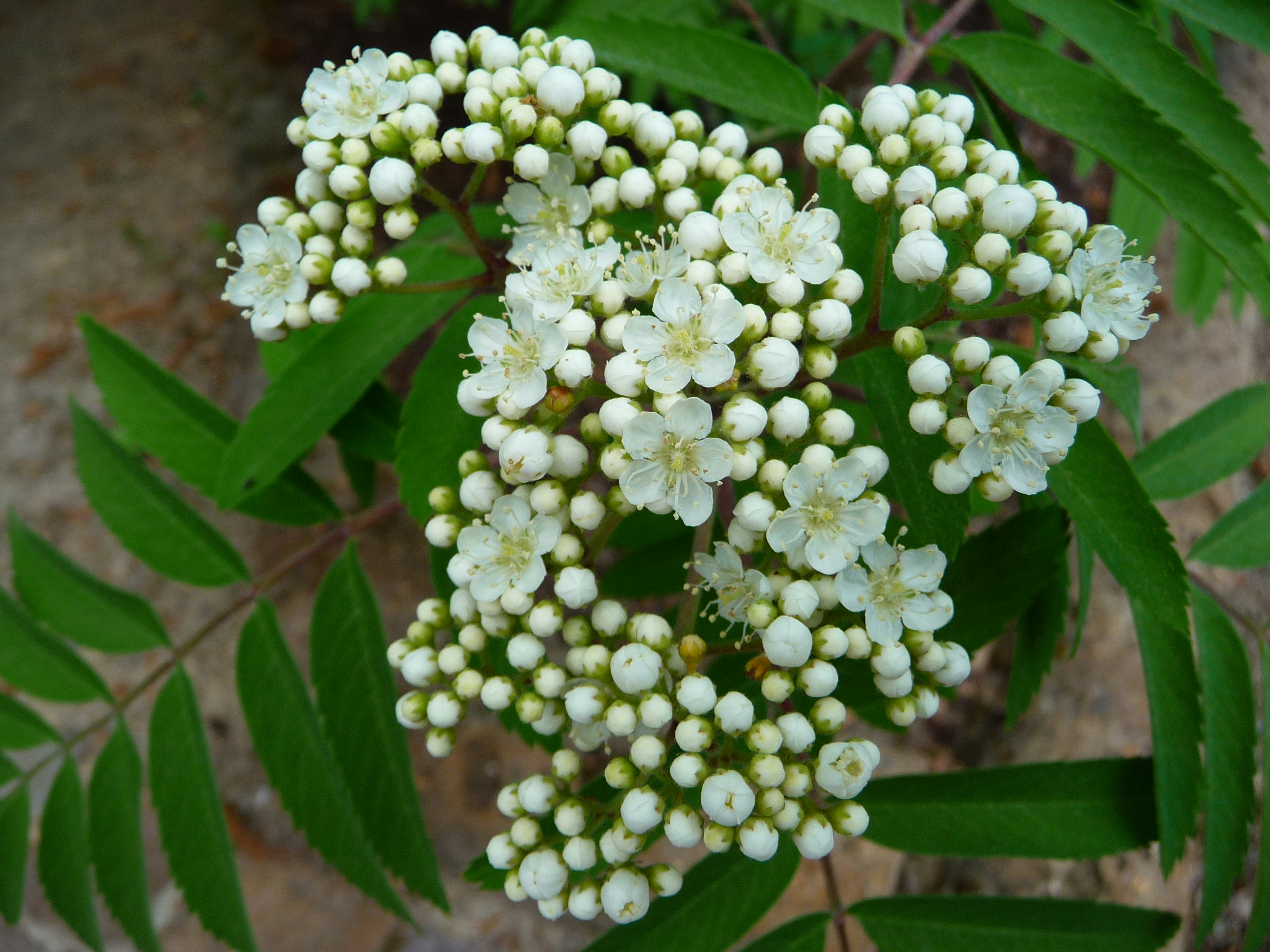
Inflorescence.

Les branches sont lisses, grisâtres. Les feuilles sont pennées, à 5 ou 7 paires de folioles finement dentées, vertes des deux côtés, légèrement duveteuses au revers. Les fleurs blanches, à 5 pétales, sont groupées en corymbes. Elles ont une odeur forte, peu agréable. Les fruits, les sorbes, sont des baies rouges orangées très appréciées par les oiseaux, notamment les grives.
L'arbre dépasse rarement 7 mètres. Il pousse dans les bois, les forêts et les haies, dans les landes et les lieux rocheux, souvent en altitude (en moyenne montagne), sur sol léger. Floraison en mai-juin, fruits à maturité à la fin de l'été. Ces fruits persistent longtemps sur l'arbre en hiver, ce qui lui donne un intérêt décoratif indéniable, et surtout constituent une réserve de nourriture pour les oiseaux.
Il peut vivre 120 ans.

## Propriétés
Arbre fréquent en zone rurale (il servait autrefois à attirer les grives en automne, d'où son nom) et de plus en plus fréquemment planté dans les jardins urbains ou l'on apprécie sa taille réduite qui le rend peu encombrant.
Les noyaux contiennent des traces d'amygdaloside (hétéroside cyanogénétique). Les sorbes peuvent être consommées crues mais leur goût âpre et acidulé décourage la cueillette humaine. Frais et avant maturité les fruits sont gouteux : ils servent alors à préparer des gelées et des confitures. Ils sont astringents et peuvent servir, en décoction, de médicament naturel contre les enrouements et les extinctions de voix.

## Les fruits
En automne, le sorbier produit de petits fruits (fausses drupes) sphériques rouges (sorbe) ou jaunes (variétés ornementales), plus ou moins persistants.
Ces fruits sont mangés par les oiseaux. Crus et cuits, ils sont comestibles pour les humains mais en petite quantité, car ils présentent une certaine toxicité en raison de la présence d'acide parasorbique (acide du sorbier) au goût âpre et amer, pouvant provoquer des vomissements ; tandis que les graines contiennent de l'amygdaloside, un hétéroside cyanogène. L'acide parasorbique est neutralisé par une cuisson prolongée, ce qui permet de fabriquer gelées, confitures, préparations alcoolisées et autres mets traditionnels à partir des baies de sorbier, notamment en Europe du Nord. Ces mêmes baies contiennent naturellement du sorbitol, qui tire son nom de la plante ; c'est un édulcorant non fermentescible et un purgatif qui est de nos jours produit par synthèse dans l'industrie agro-alimentaire.

## Caractéristiques
- Organes reproducteurs :
  - Type d'inflorescence : corymbe
  - Répartition des sexes : hermaphrodite
  - Type de pollinisation : entomogame
  - Période de floraison : mai à juillet
- Graine :
  - Type de fruit : drupe
  - Mode de dissémination : endozoochore
- Habitat et répartition :
  - Habitat type : bois caducifoliés médioeuropéens, acidophiles, oligotrophiles, psychrophiles
  - Aire de répartition : eurasiatique

Données d'après: Julve, Ph., 1998 ff. - Baseflor. Index botanique, écologique et chorologique de la flore de France. Version : 23 avril 2004. 
Son aire de répartition naturelle couvre toute l'Europe et l'Asie tempérée (Liban, Turquie, Arménie, Azerbaïdjan, Daghestan). Répandu par la culture, il s'est naturalisé ailleurs, notamment en Amérique du Nord.
En France, il est assez commun en forêt et au bord des chemins, dans les montagnes jusqu'à 1 500 m d'altitude, plus disséminé en plaine. C'est une essence de lumière. Il préfère les climats tempérés et humides, et se trouve plus rarement en zone méditerranéenne. À haute altitude, il prend un port rabougri de buisson.

## Utilisation
Cet arbre, qui est le plus répandu des sorbiers, est souvent planté comme arbre d'alignement ou d'ornement dans les parcs et jardins.
Les sorbes ont été utilisées comme appâts pour les oiseaux. Les fruits frais ne sont pas comestibles par l'homme. Ils contiennent notamment des acides sorbique, malique et parasorbique (ce dernier étant toxique), ainsi que différents sucres dont saccharose, dextrose et du sorbitol. Ce sucre, qui fut découvert dans les baies du sorbier, est désormais synthétisé et utilisé comme édulcorant, notamment pour les diabétiques.
Le noyau contient un hétéroside toxique (amygdaloside).
Les baies rouges, ou Rowan berries,, ou Quickbeam ou Vogelbeere, sont comestibles après préparation.
Elles deviennent comestibles lorsqu'elles sont bien mûres, blettes, et à condition d'être cuites. Elles servent parfois à préparer des confitures, et aussi à fabriquer, par distillation, une boisson alcoolisée du type kirsch. Elles ont des propriétés laxatives et diurétiques.
Le bois, dur et blanc, était apprécié pour fabriquer les rayons de roues de charrettes ou des manches d'outils, ou pour le tournage.

## Hybride
- Sorbier de Thuringe ou Sorbier de Finlande [Sorbus x thuringiaca (Ilse) Fritsch, 1896] est un hybride entre le sorbier des oiseleurs et l'alisier blanc[6]

- Sorbus "Burka", est un sorbier à gros fruits issu du croisement du Sorbier des oiseaux (S. Aucuparia) et du Sorbaronia (S. x Aronia).

## Quelques variétés cultivées pour l'ornement

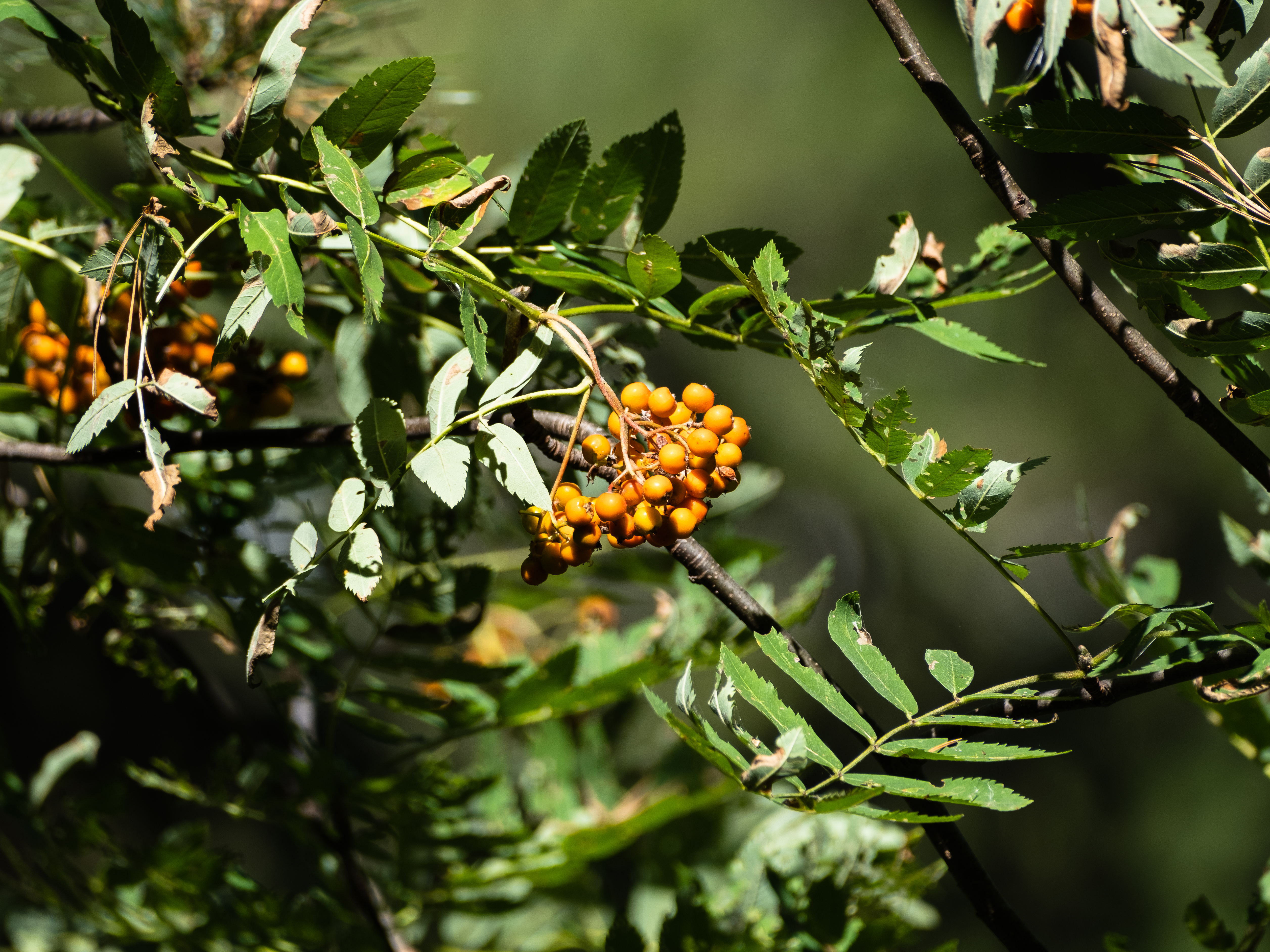
Fruits du Sorbus aucuparia dans le val d'Anniviers, en Suisse.

- Asplenifolia, à folioles pennées comme les fougères ;
- Beissneri, à écorces rougeâtre, rameaux, pétioles et pousses violets, feuillage doré à l'automne, décoratif ;
- Dirkenii, à fleurs jaunes ;
- Edulis, à gros fruits orange, comestibles (acidulés) ;
- Fastigiata, à port dressé ;
- Laciniata, à feuilles découpées ;
- Pendula, à port pleureur ;
- Rossica major, à port érigé, feuilles pourpres à l'automne ;
- Xanthocarpa, à fruits jaunes.

## Composition
Cet article a révélé après examen du tissu d'aubier de Sorbus aucuparia L. que l'aucuparine et ses dérivés ne sont produits que sous forme de phytoalexines après une infection fongique, sorte de réaction immunitaire.
Cinq biphényles ont été identifiés : l'aucuparine, la 2′-méthoxyaucuparine, la 4′-méthoxyaucuparine, la 2′-hydroxyaucuparine et l'isoaucuparine (2′-hydroxy-3,5-diméthoxybiphényle). Ces composés ont des propriétés antifongiques.